# رود بلایا خولونیتسا
رود بلایا خولونیتسا (روسی: Бе́лая Холуни́ца) یک رودخانه در استان کیروف کشور روسیه است.